# Çavuşlar, Özalp
Çavuşlar là một xã thuộc thành phố Özalp, tỉnh Van, Thổ Nhĩ Kỳ. Dân số thời điểm năm 2011 là 520 người.